# Armandia maculata
Armandia maculata är en ringmaskart som först beskrevs av Webster 1884.  Armandia maculata ingår i släktet Armandia och familjen Opheliidae. Inga underarter finns listade i Catalogue of Life.